# Kysak (Bułgaria)
Kysak (bułg. Късак) – wieś w Bułgarii, w obwodzie Smolan, w gminie Dospat. W 2024 roku liczyła 790 mieszkańców.

## Historia
W czasie  Procesu Odrodzenia Bułgarii wieś przez dwa dni była otoczona przez bułgarską policję i wojsko. Wszystkie pomackie kobiety miały obowiązek zgłosić się do szkoły. W jednej z jej sal odbywał się proces, podczas którego każdej kobiecie nakazano zmienić swój tradycyjny strój; następnie odesłano je do sąsiedniej sali, gdzie dwóch komunistycznych nauczycieli obsługiwało prowizoryczny sklep odzieżowy, przebierali kobiety i kazali im podpisać dokument wyrażający zgodę na pobranie pieniędzy za jej nowe ubranie z pensji w TKZS (Pracownicza Spółdzielnia Rolna). W nocy strzelano z broni automatycznej, aby zastraszyć ludność.